# سارلي سفلي
سارلي سفلي (بالفارسية: سارلی سفلی) هي قرية تقع في غلستان في إيران. يقدر عدد سكانها بـ 1,459 نسمة .